# Friedrich Rafreider
Friedrich „Fritz“ Rafreider (* 24. Februar 1942 in Dornbirn; † 16. September 2007 ebenda) war ein österreichischer Fußball-Nationalspieler. Berühmt wurde er insbesondere durch sein Siegtor zum 1:0 gegen die Sowjetunion 1961 in Moskau, das die erste Heimniederlage des damaligen Europameisters nach sechs Jahren bedeutete.

## Laufbahn
Friedrich Rafreider war ein agiler Spieler mit guter Ballführung, der vor allem als Linksaußen zu brillieren wusste. Er wurde beim FC Dornbirn 1913 groß, dem er bereits als Elfjähriger 1953 beitrat. Mit der Kampfmannschaft der Dornbirner erreichte er seinen ersten großen Erfolge als Fußballspieler, denn nach dem Sieg in der Relegation gegen den Kremser SC als Arlbergmeister stieg er mit dem Verein 1960 erstmals in dessen Geschichte in die A-Liga auf. Beim 4:2 im Hinspiel in Krems traf Fritz Rafreider gleich drei Mal, im Rückspiel, welches vor der damaligen Vorarlberger Rekordkulisse von 12.000 Zusehern stattfand, reichte ein 2:3 zum Aufstieg. Fritz Rafreider schoss in seiner Debütsaison gleich 16 Tore für die Dornbirner in der A-Liga, dennoch musste der Verein nach einer Spielzeit bereits wieder absteigen.
Trotz Zweitklassigkeit ergab sich für den Vorarlberger Fußballer dennoch ein Weg in die Nationalmannschaft: In der berühmten Decker-Ära debütierte er vor knapp 92.000 Zuschauern im Praterstadion am 27. Mai 1961 beim 3:1-Sieg über England. Zudem traf er bei seinem nächsten Einsatz beim 2:1 gegen Ungarn in Budapest und schoss das berühmte Siegtor beim 1:0 gegen die Sowjetunion in Moskau. Vor knapp 100.000 Zuschauer im Lenin-Stadion wurde Fritz Rafreider von Rudi Flögel freigespielt und bezwang den herauslaufenden russischen Tormann Wladimir Maslatschenko mit einem Heber. Nachdem die österreichische Abwehr allen Angriffen standgehalten und Gernot Fraydl auch noch einen Elfmeter von Valentin Iwanow gehalten hatte, war der Sensationssieg perfekt.
Dank dieser guten Leistungen im Team konnte der Vorarlberger, obwohl mit seinem Verein nur zweitklassig, bis 1963 insgesamt vierzehn Mal für Österreich international auflaufen. 1963 gelang schließlich der Wiederaufstieg mit den Dornbirner in die höchste Spielklasse, jedoch folgte 1964 erneut der Gang in die Regionalliga. Diesmal entschied sich Rafreider für den Wechsel zu einem renommierten Erstligaverein, er spielte ab sofort beim Wiener Sport-Club. Zwar konnte der Linksaußen in Dornbach keine großen Titel gewinnen, nahm aber in allen drei Jahren am UEFA-Cup teil. Nachdem es 1967 mit dem SC Schwarz-Weiß Bregenz erneut ein Vorarlberger Verein in die Bundesliga geschafft hatte, versuchte Rafreider diesen wiederum zu unterstützen, der Klassenerhalt gelang jedoch nur für eine Saison. 1969 wurde er vom FC St. Gallen in die Schweiz geholt, wo er seine Profikarriere 1976 in der Nationalliga A beendete.
Rafreider starb am 17. September 2007 unerwartet im Alter von 65 Jahren an Herzversagen in seinem Haus in Dornbirn. Der Journalist Roman Rafreider ist sein Neffe.

## Erfolge
- 2 × Österreichischer Zweitligameister: 1959 (Arlbergliga), 1963 (Regionalliga West)
- 1 × Schweizer Zweitligameister: 1971 (Nationalliga B)